# Robert Abadzsján
Robert Alekszandri Abadzsján (örményül: Ռոբերտ Ալեքսանդրի Աբաջյան, 1996. november 16. – 2016. április 2.) a Nagorno-Karabah Köztársaság védelmi hadseregének tisztese volt, aki a 2016-os örmény–azeri konfliktus során feláldozta magát. Tettéért posztumusz Arcah Hőse érdemrendben részesítették, ezzel a legfiatalabb lett, aki megkapta az elismerést.
Abadzsján 2016. április elsejéről másodikára virradó éjjel órákig harcolt az azeri erők ellen, majd miután egyedül maradt, megadást színlelve odacsalta az azeri katonákat, majd velük együtt felrobbantotta magát egy gránáttal.